# 威廉·达米科
威廉·达米科（英語：William D'Amico，1910年10月3日—1984年10月30日），美国男子雪车运动员。他曾代表美国参加1948年冬季奥林匹克运动会雪车比赛，联同弗朗西斯·泰勒、帕特里克·马丁和埃德·里姆库斯获得男子四人金牌。